# Therezinha Beatriz Zorowich
Therezinha Beatriz Alves de Andrade Zorowich (Batatais, 15 de setembro de 1933) é uma cirurgiã dentista e inventora brasileira, sendo o “lavarroz” (1959) a sua ideia mais bem sucedida e conhecida até hoje.
Autora publicada, Therezinha tem seis livros sob seu nome. Todas as obras são voltadas para o universo da medicina, examinando principalmente os direitos dos profissionais da área e a questão da saúde pública no Brasil. Dentre seus títulos estão Médicos, estado e sociedade (1986), Soluções para o problema da saúde no Brasil (1995), Deveres e direitos do prestador e do consumidor de serviços de saúde (2002) e Fundo privado de previdência complementar para a saúde (2006).

## Biografia
Nascida na pequena cidade de Batatais, interior do estado de São Paulo, mais tarde frequentou a Universidade de São Paulo onde formou-se em odontologia. Casou-se com o engenheiro Mackenzista Solón Ribeiro Zorowich, com quem teve cinco filhos, quatro tendo se formado em medicina e um em direito.
Therezinha trabalhou no Departamento de Assistência ao Escolar (DAE) do Estado de São Paulo até sua aposentadoria da instituição. Na época em que trabalhava no DAE, o órgão dava assistência médico-odontológica a toda rede escolar do Estado, que contratava cerca de 2000 (dois mil) cirurgiões dentistas. Beatriz trabalhou na primeira ambulância odonto-radiológica do DAE e durante muitos anos foi dentista do Instituto de Educação Caetano de Campos, em São Paulo, Capital.
Em 1996 Therezinha fundou o IDEMEDS, o Instituto Brasileiro de Defesa dos Médicos, Dentistas e Sociedade, do qual até hoje é presidente.
Por um breve período, Therezinha tentou a vida política e em 2002 disputou pelo cargo de Deputada Federal pelo Estado de São Paulo.

## Inventos
Grande parte dos inventos de Therezinha partem de situações do dia a dia. Desde o mais bem sucedido de seus inventos, o escorredor de arroz, até um pano de limpeza personalizado para rodos, todas as suas invenções são concretizações de soluções para pequenos incômodos da vida cotidiana doméstica.

### Escorredor de Arroz, 1958

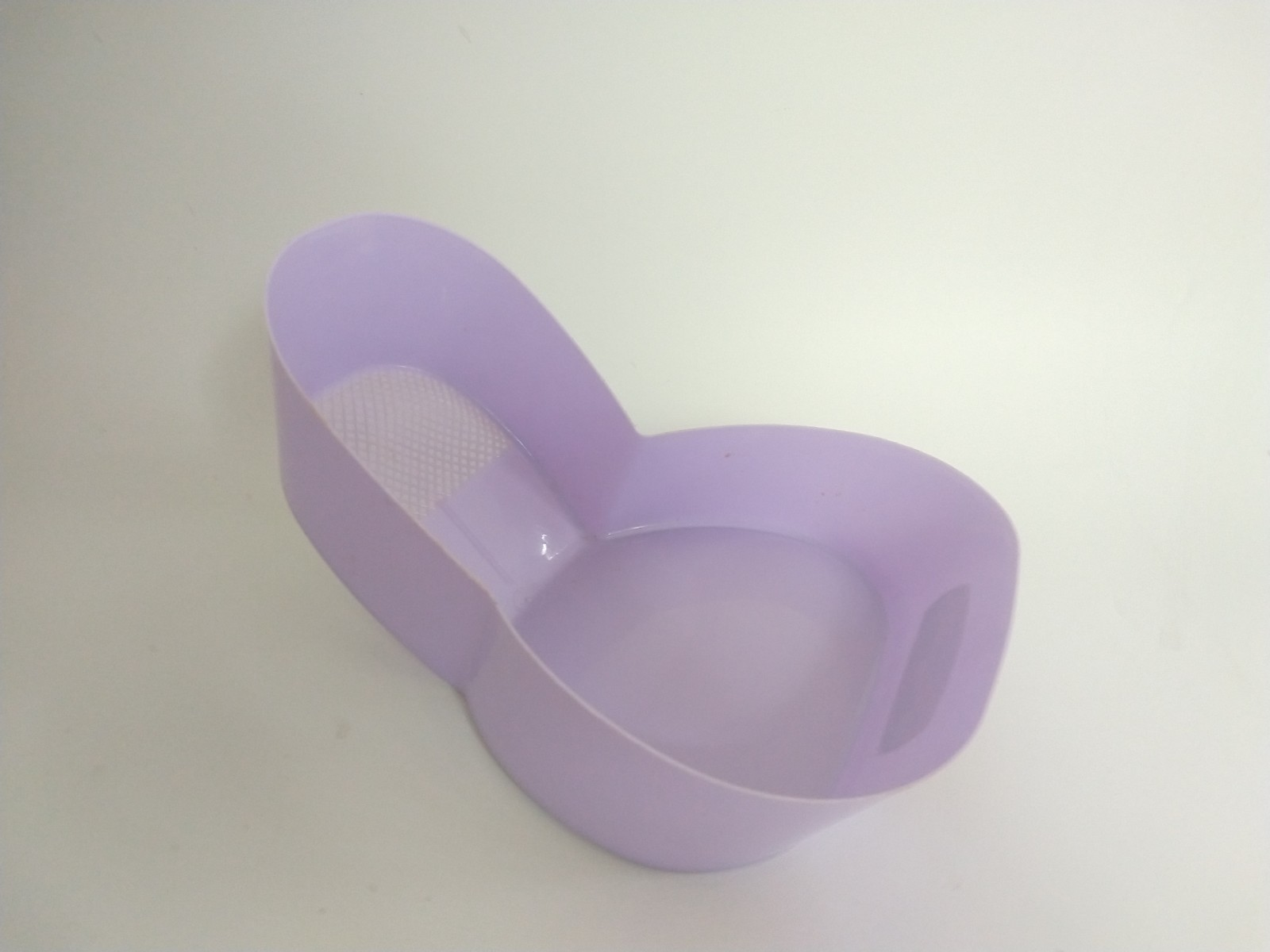
Escorredor de Arroz em perspectiva

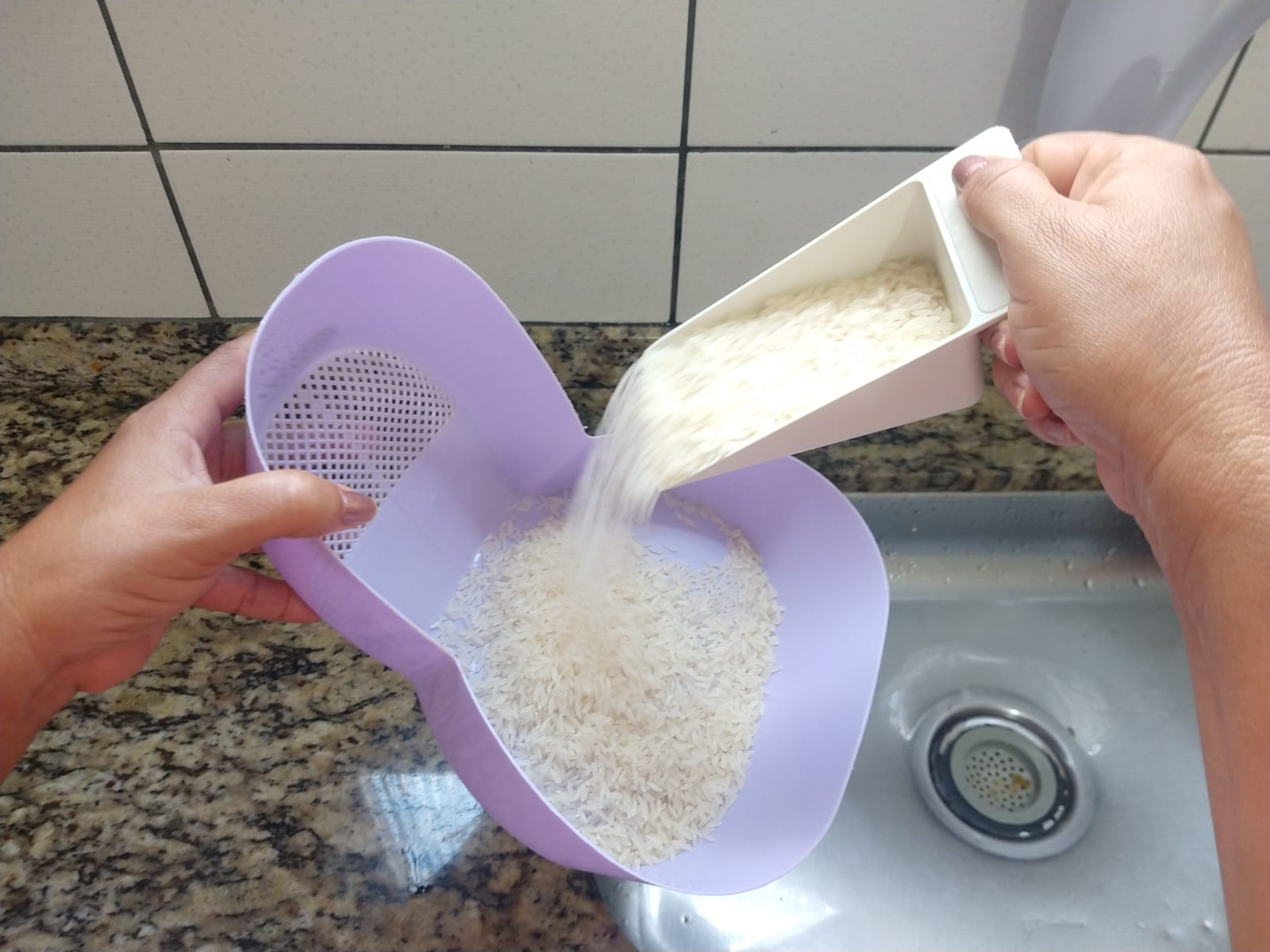
Escorredor de arroz sendo utilizado

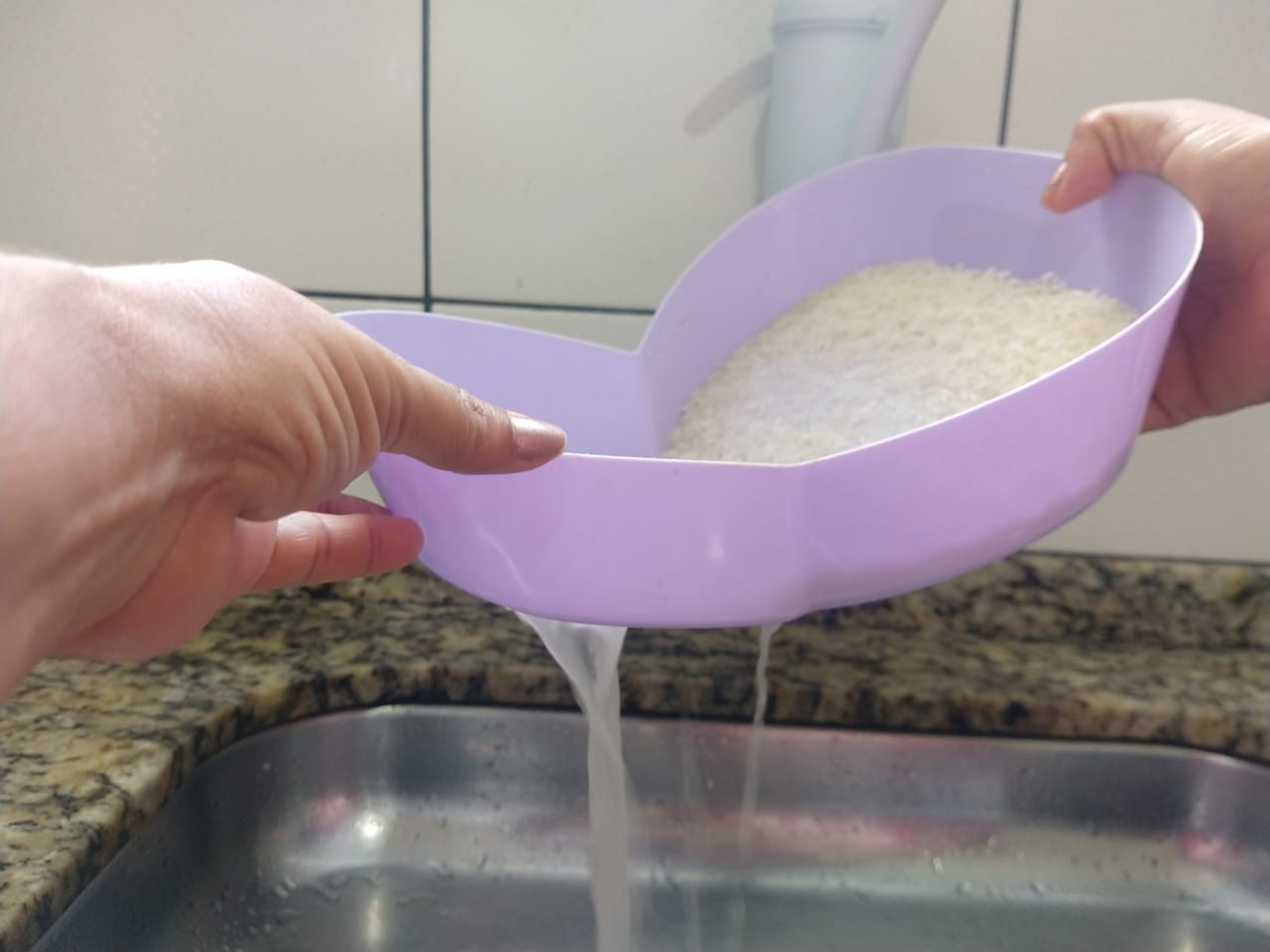
Escorredor de arroz sendo utilizado

Em 1958, Therezinha Zorowitch teve a ideia de fazer um escorredor de arroz após se deparar inúmeras vezes com o mesmo problema quando chegava em casa de seu consultório de dentista. Sempre que a empregada fazia a limpeza dos alimentos sua pia ficava entupida por causa de pedaços que escapavam no momento de escorrer a porção desejada. O incômodo de precisar utilizar dois utensílios diferentes para uma única tarefa foi resolvido quando, com um lampejo, Therezinha teve a ideia de conjugar os dois tipos de bacia necessárias, uma com o fundo sólido e outra com furos estilo peneira. O formato em V pensado por Therezinha, lembrando as conchas de um marisco abertas, permitia a dupla usabilidade do objeto e tornava mais fácil a realização da tarefa de lavar grãos, frutas e vegetais e supria a necessidade de transpor o conteúdo de um recipiente para o outro. As duas partes interligadas do escorredor, formando um ângulo superior a 90 graus, permite o uso revezado das partes, ficando um lado sempre em suspensão enquanto o outro esta em uso.
Com a ajuda de seu marido e as ferramentas do engenheiro que dispunham em casa, a dentista fez o primeiro protótipo de seu escorredor a partir de papel alumínio reforçado e grampos. Ao verem que tinham uma boa ideia em mãos o casal patenteou a ideia, no entanto, não dispunham de capital suficiente para pôr o produto em prática. Logo, os dois tentaram pela primeira vez apresentar o projeto para a Atma, grande fabricante de produtos plásticos na época, mas foram recusados.
Mais tarde um primo da mãe de Therezinha, Eduardo Garcia Rossi, secretário na Federação das Indústrias do Estado de São Paulo (Fiesp), levou a ideia até Joaquim Ferreira, dono da Trol na época. O casal em sua segunda tentativa de apresentar a ideia, agora para a Trol S/A, foi mais feliz e a produção do “lavarroz” teve seu início em 1959 com Therezinha tendo parte em 10% dos lucros em cada unidade vendida e recolhendo royalties até 1978.
O produto se tornou um sucesso e em 1961 ganhou o título de item mais vendido da Associação Brasileira de Supermercados (Abras) e no ano seguinte foi a grande estrela da Feira de Utilidades Domésticas de São Paulo.

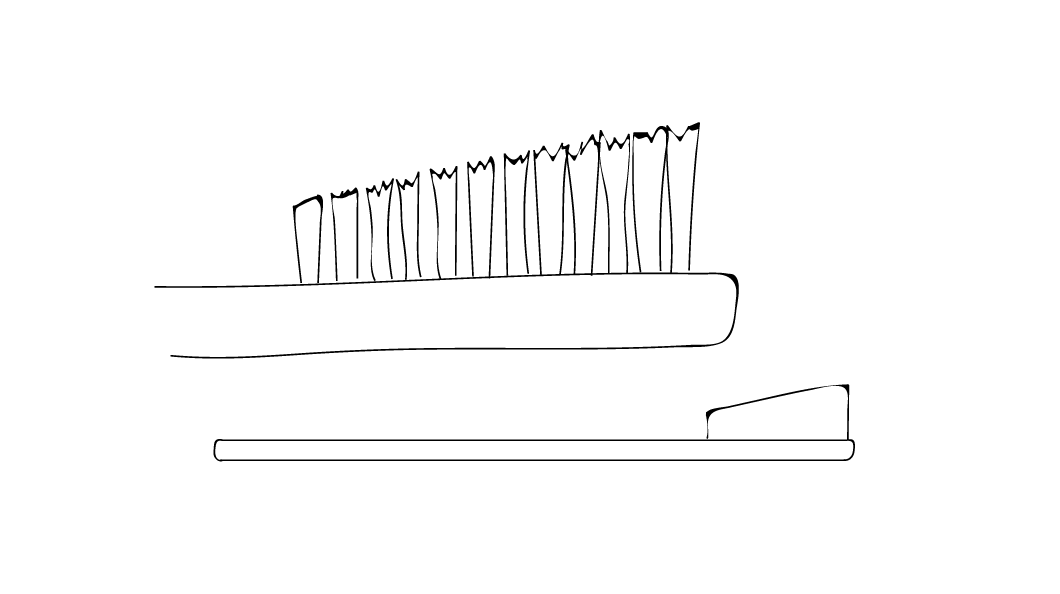
Vetorizações da Escova Dental Diagonal

### Escova Dental Diagonal,1975
Como profissional dentista, Therezinha dispunha de conhecimento vasto sobre saúde bucal. O conceito de uma escova de dentes com cerdas em formato diagonal veio ao constatar como tal configuração permitia acompanhar a curvatura e a variação natural do tamanho dos dentes em uma arcada, facilitando a escovação e tornando a limpeza dentária mais fácil.
No entanto, em 1977 a Reach, companhia especializada em higiene bucal e propriedade da gigante Johnson & Johnson, lançou sua escova de dentes com cabo angulado e cerdas com variação de altura, inovando o mercado de escova de dentes de forma muito mais impactante que qualquer produto concorrente poderia esperar conseguir na época.
Therezinha ainda tentou patentear a escova que idealizara, no entanto seu pedido foi negado pelo INPI, o Instituto Nacional da Propriedade Intelectual, justamente por seu produto apresentar semelhanças demais com a escova de dentes Reach, já patenteada pela gigante americana Johnson & Johnson.

### Limpex Rodo,1998

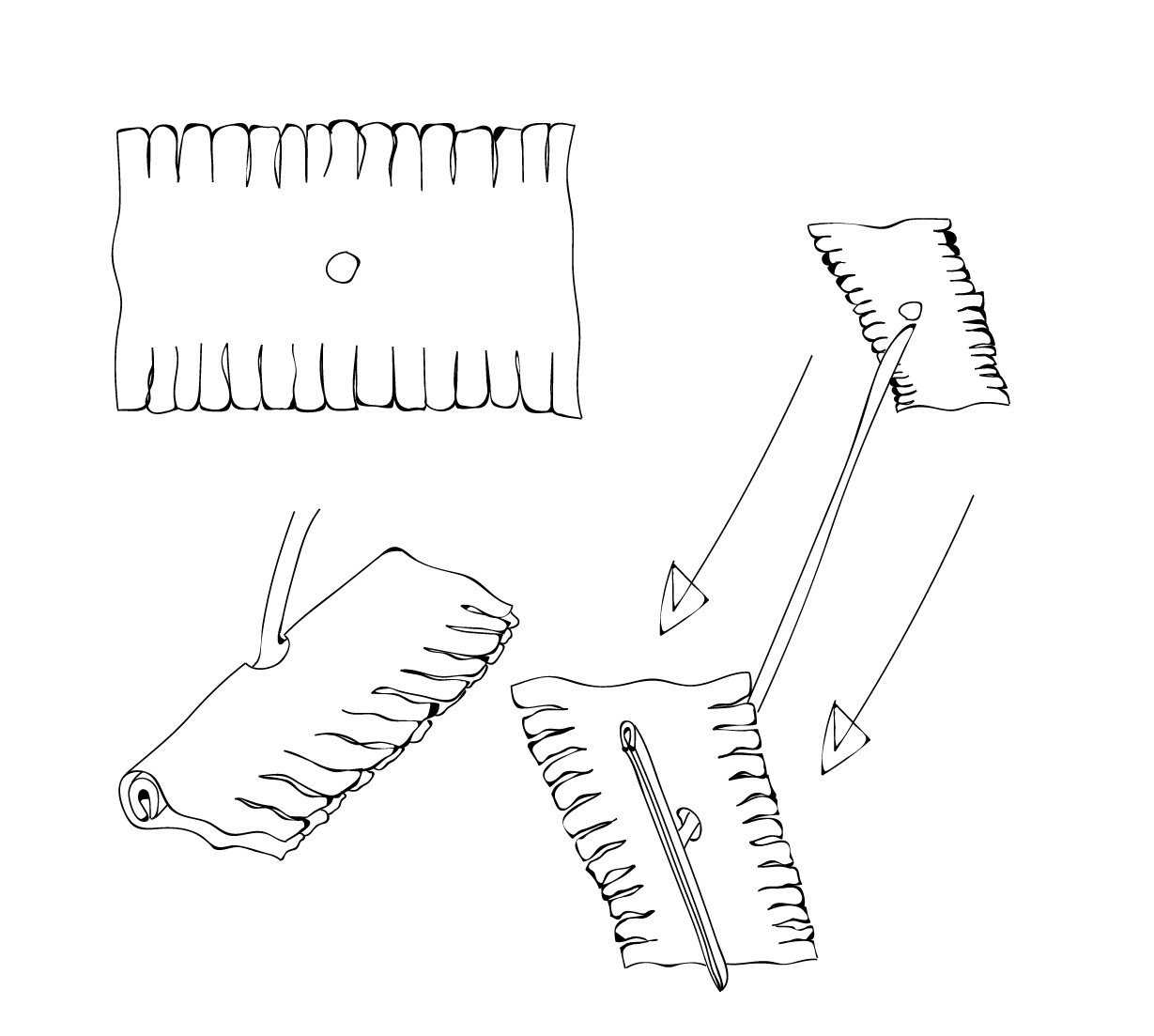
Vetorizações da vista frontal e em perspectiva do Limpex Rodo em uso

O “Limpex Rodo'', concebido por Therezinha em 1988, é um pano com franjas destinado a limpeza de superfícies. Seus maiores diferenciais para com um pano de limpeza habitual são, em primeiro lugar, as franjas nas extremidades que permitem um alcance maior em áreas de difícil acesso como cantos estreitos. Em segundo, um furo no meio do tecido que permite o encaixe fácil em rodos e, por fim, uma pequena lixa adjunta que impede o deslize do pano sobre a cabeça do rodo.

### Jarra de suco com colher
Novamente com uma proposta dois em um, a jarra de suco com colher acoplada tem um nome auto explicativo. O utensílio extra agregado a tampa do produto permite misturar o conteúdo do recipiente sem a necessidade de abri-lo. A ideia para o projeto veio da propriedade característica de sucos naturais e caseiros, que decantam deixando a polpa da fruta no fundo do jarro após o líquido ficar em repouso após determinando tempo. O produto também permite a remoção da colher caso essa seja a preferência.

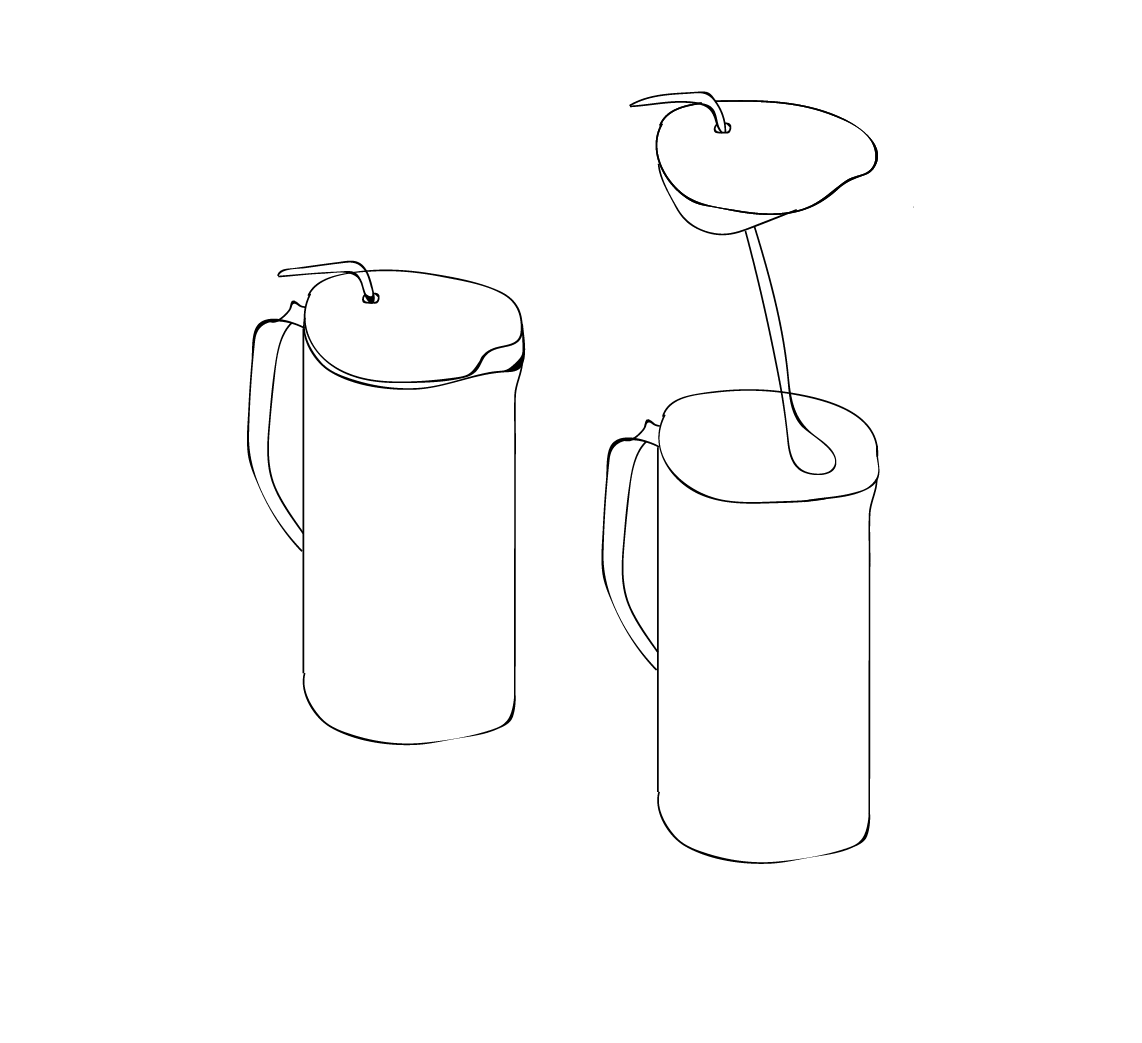
Vetorizações em perspectiva da Jarra de suco com colher

### Outros produtos[6]
- Pirâmide decorativa energizadora
- amálgama de porcelana feita a partir de porcelana refratária fundida e glazeada ou vitrificada
- faca com a extremidade frontal com estreitamento